# ウィンドジェット
ウィンドジェット（Windjet）はシチリア島のカターニアを拠点とするイタリアの格安航空会社で、チャーター便の運航も行っている。2003年にエア・シチリアの後を継ぐ形で創設された。
イタリア国内のほか、フランス（パリ・シャルル・ド・ゴール国際空港）、ルーマニア（ブカレスト・アンリ・コアンダ国際空港）、ロシア（モスクワ・ドモジェドヴォ空港、ロストフ・ナ・ドヌ、サンクトペテルブルク・プルコヴォ空港）、スペイン（マドリード＝バラハス空港、バルセロナ・エル・プラット国際空港）への国際定期便も運航する、イタリア有数の航空会社の一つである。2012年8月11日運航を停止した。

## 保有機材

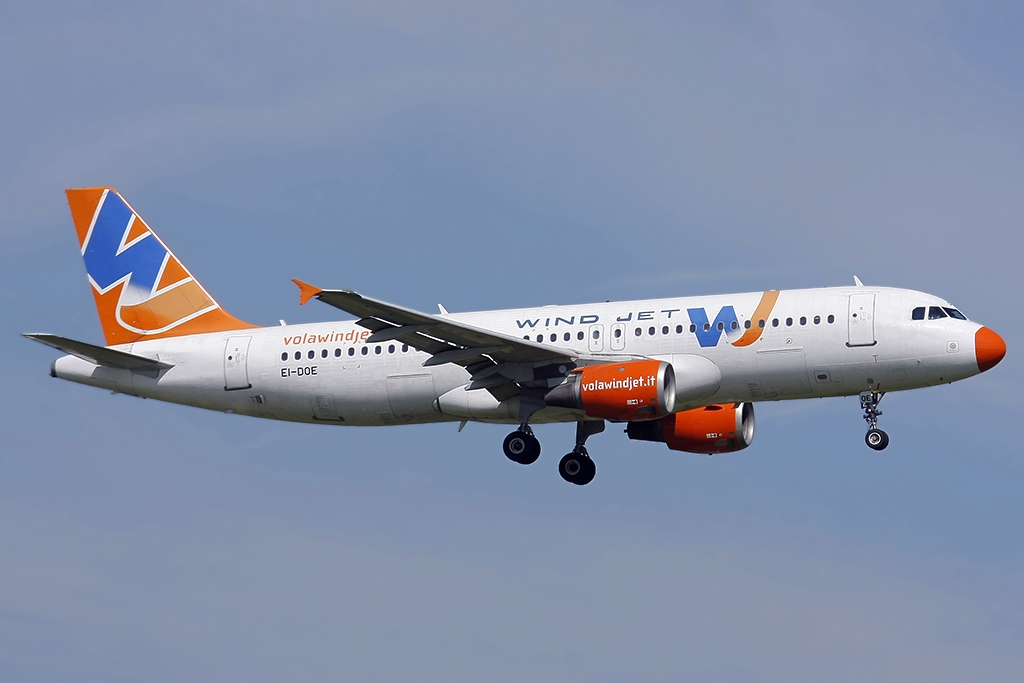
エアバス A320-200

2007年11月現在の保有機材:
- エアバス A319-100 2機
- エアバス A320-200 9機

## 注
1. ↑  “Windjet resta a terra: cancellati tutti i voli” (イタリア語).   Today (2012年8月12日). 2012年8月13日閲覧。
2. ↑  “Wind Jet ceases operations” (英語).   volaspheric (2012年8月12日). 2012年8月13日閲覧。
3. ↑  http://www.ch-aviation.ch/aircraft.php?search=set&airline=IV&al_op=1